# Hidrofilnost
Hidrofílnost (iz grščine hydros - voda + philein - ljubiti, vodoljubnost) opisuje lastnost nekaterih snovi, da so rade v stiku z vodo.
Hidrofilna molekula ali hidrofilni del molekule je električno polariziran in sposoben ustvarjanja vodikovih vezi s polarnimi molekulami vode, kar je s termodinamskega stališča ugodno, saj zmanjša skupno energijo sistema. To obenem pomeni, da se takšne molekule lažje raztapljajo v vodi kot v olju ali drugih nepolarnih topilih.
Obratna lastnost od hidrofilnosti je hidrofobnost.